# Браунер, Богуслав
Богуслав Браунер (чеш. Bohuslav Brauner; 8 мая 1855 года, Прага — 15 февраля 1935 года, Прага) — чешский химик, друг и сподвижник Д. И. Менделеева; по мнению Менделеева, «один из истинных укрепителей периодического закона».

## Биография
Окончил Пражскую политехническую школу (1877), работал у Р. Бунзена в Гейдельбергском университете и у Г. Роско в Манчестере. С 1882 года преподавал химию в Пражском университете (с 1897 профессор).
Член Венской и Краковской АН, почётный член Русского физико-химического общества и Польского химического общества.

## Научная работа
Важнейшие работы посвящены химии редкоземельных элементов и определению атомных масс. Доказал двухвалентность бериллия. 
Решил проблему размещения в периодической таблице редкоземельных элементов (1900), выделив их в особую интерпериодическую группу (в коротком варианте таблицы разместил РЗЭ в одной клетке четвёртой группы, вслед за лантаном). 
Один из инициаторов принятия (1906) кислородной единицы атомной массы.